# Belgian Mechanical Fabrication

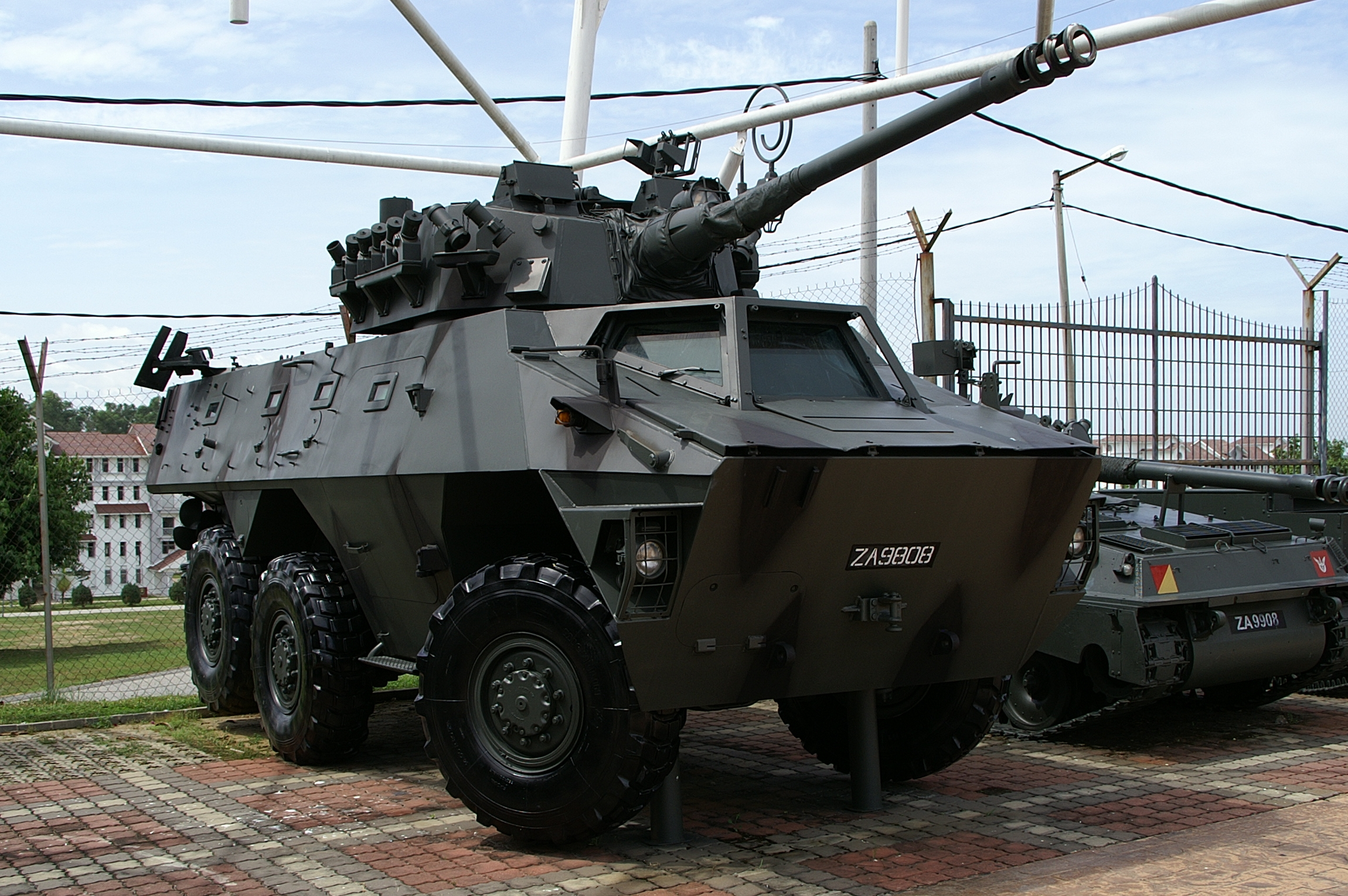
SIBMAS in dienst van het Maleisische leger

Belgian Mechanical Fabrication (BMF) was een Belgische producent van militaire voertuigen.
BMF werd in 1977 opgericht als een dochteronderneming van ASCO Industries, een producent van militair materieel uit Zaventem (heden is dit bedrijf actief in de luchtvaartindustrie). BMF maakte in licentie van FMC de M113, een pantservoertuig, in haar werkplaatsen in Aubange. Er werden meer dan 1000 stuks van gemaakt. Daarnaast maakte het de SIBMAS, een zeswielig transportpantservoertuig (Armoured personnel carrier), dat voorheen door BN werd gemaakt. In 1991 raakte Roger Boas, de bedrijfsvoorzitter van moederbedrijf ASCO, in problemen wegens onregelmatigheden in een defensiecontract met het Belgische leger. Ook kwamen er geen vervolgorders op de M113, zodat de firma niet lang daarna de deuren sloot.